# 傑佛遜鎮區 (內布拉斯加州諾克斯縣)
傑佛遜鎮區（英語：Jefferson Township）是位於美國內布拉斯加州諾克斯縣的一個行政鎮區。

## 地方資料
傑佛遜鎮區的面積為92.88平方千米，當中陸地面積為92.32平方千米，而水域面積為0.56平方千米。根據2020年美國人口普查的數據，當地共有人口108人，而人口密度為每平方千米1.16人。